# 格拉齐亚诺·曼奇内利
格拉齐亚诺·曼奇内利（義大利語：Graziano Mancinelli，1937年2月18日—1992年10月8日），意大利男子马术运动员。他曾代表意大利参加1964年、1968年、1972年、1976年和1984年夏季奥林匹克运动会马术比赛，共获得一枚金牌和二枚铜牌。